# Daphnia galeata
Espèce
Daphnia galeata est une espèce de crustacés dulcicoles de la famille des Daphniidae.

## Toxonomie
Le taxon de l'espèce zooplanctonique Daphnia galeata a été créé par le biologiste marin norvégien Georg Sars, en 1863.

## Liste des sous-espèces
Selon NCBI (19 août 2017) :
- sous-espèce Daphnia galeata galeata ;
- sous-espèce Daphnia galeata mendotae.